# Alex Wilkie
Alex Wilkie, nascido Alec James Wilkie (Northampton, 1948), é um matemático britânico. Trabalha com lógica matemática e teoria dos modelos.
Wilkie estudou na University College London (bacharel em 1969) e na Universidade de Londres, onde obteve o mestrado em lógica matemática em 1970, Em 1973 obteve um doutorado no Bedford College, orientado por Wilfrid Hodges, com a tese Models of Number Theory. De 1972 a 1973 foi Lecturer na Universidade de Leicester, e depois até 1978 pesquisador na Open University, quando seguiu como Junior Lecturer para a Universidade de Oxford. De 1980 a 1981 foi professor assistente da Universidade Yale e em 1982 da Universidade Paris VII. Depois esteve na Universidade de Manchester e a partir de 1986 foi Reader de lógica matemática em Oxford, sucessor de Robin Gandy. Em 2007 assumiu a cátedra Fielden de Matemática Pura da Universidade de Manchester.
Foi eleito em 2001 membro da Royal Society. Em 1993 recebeu o Prêmio Karp. Em 1986 foi palestrante convidado (Invited Speaker) no Congresso Internacional de Matemáticos em Berkeley, Califórnia (On schemes axiomatizing arithmetic) e 1998 no Congresso Internacional de Matemáticos em Berlim (O-Minimality).
É desde 2007 conselheiro da London Mathematical Society e foi em 2006 vice-presidente da Association for Symbolic Logic. Em 1993 apresentou a Tarski Lectures.